# Усть-Речка
Усть-Речка — деревня в Колпашевском районе Томской области, Россия. Входит в состав Новосёловского сельского поселения.

## История
Основана в 1751 г. В 1926 году состояла из 14 хозяйств, основное население — русские. В составе Типсинского сельсовета Колпашевского района Томского округа Сибирского края.

## Население
| 1920 | 1926 | 2002 | 2010 | 2012 | 2013 | 2014 |
| ---- | ---- | ---- | ---- | ---- | ---- | ---- |
| 153  | ↘78  | ↘3   | ↘1   | →1   | →1   | →1   |
| 2015 | 2021 |      |      |      |      |      |
| →1   | ↘0   |      |      |      |      |      |